# كأس إسكتلندا 1913–14
كأس اسكتلندا 1913–14 (بالإنجليزية: 1913–14 Scottish Cup)‏ هو موسم من كأس اسكتلندا. فاز فيه نادي سلتيك.